# Vest pocket revue
Vest pocket revue je první divadelní hra Osvobozeného divadla, kterou napsali Jiří Voskovec a Jan Werich. Premiéra se konala 19. 4. 1927 ve dvoraně Umělecké besedy na Malé Straně pod patronátem absolventského klubu dijonského lycea, které navštěvoval Jiří Voskovec v letech 1921–24. Premiéra měla být zároveň i derniérou, jenomže pro úspěch u publika a části kritiky se těch představení uskutečnilo celkem 208 (některé prameny uvádějí až 245 repríz). Pod hlavičkou Osvobozeného divadla se revue hrála poprvé 28. května 1927. Režii i výpravu dělali autoři sami, tance nastudoval Saša Machov.
Devatenáct obrazů revue se střídavě odehrává na scéně a na předscéně, aby se mezitím mohly vyměnit kulisy. Tady je počátek pověstných forbín, které se pak v představeních V+W objevovaly pravidelně. K nim došlo víceméně náhodou, když při plánované přestavbě se převrátily kulisy a bylo potřeba víc času na jejich opravu. Někdo vystrčil V+W před oponu, aby získali potřebný čas. V těchto poloimprovizovaných dialozích na předscéně reagovali na aktuální situace kolem sebe a staly se nedílnou součástí všech následujících her V+W.
Jednotlivé obrazy tvořily uzavřené celky, které mohly obstát i samostatně. Navzájem je spojovala pouze jednoduchá dějová linie.

## Osoby a premiérové obsazení
| Blažej Jossek, fotograf                          | V. Müller      |
| Šavel, jeho sluha                                | B. Rádl        |
| Publius Ruka, kolega                             | J. Voskovec    |
| Sempronius Houska, kolega                        | J. Werich      |
| Kvido Maria De la Camera van Obscura, spisovatel | J. Trojan      |
| Josefka, jeho daktylo                            | S. Svozilová   |
| Sekretář                                         | J. Rousek      |
| Margot, Anděl, Selma, Lepra, Olga                | V. Petrovičová |
| Gaston, Pařížan                                  | J. Kopecký     |
| Detektiv                                         | V. Hýka        |
| Kapitán Hýčena                                   | V. Hýka        |
| Frank, americký Čech                             | E. Trojan      |
| Olaf, nordický stařeček                          | V. Hýka        |

## Obsah hry
Fotograf Blažej Jossek, který sbírá fotografie rozzuřených lidí, připravuje výstavu svého celoživotního díla. Ve sbírce mu chybí pouze fotografie spisovatele Kvída Marii de la Camera Obscura, pověstného kliďase. Jossek si na pomoc přizve své potrhlé švagry Sempronia Housku (J. Werich) a Publia Ruku (J. Voskovec), aby vyvedli z míry spisovatele Kvída, a on tak získal kýženou fotografii. Od té chvíle se začíná honička, v níž fotograf Jossek, Sempronius a Publius pronásledují spisovatele a jeho sekretářku po celém světě. Cesta začíná v Praze a další obrazy se postupně odehrávají v Paříži, na zaoceánském parníku, ve Spojených státech, v Haparande – což je záhadné místo poblíž severního pólu , pak ve Lhase a v Africe. Cesta se tak jak začala, končí v Praze posledním obrazem nazvaným Všude dobře doma nejhůř. V revue vystupovaly pouze dvě herečky – Světla Svozilová jako spisovatelova sekretářka a Vlasta Petrovičová, která hrála postupně všechny místní krásky. Tance nastudoval začínající Saša Machov.

## Hudba
Nedílnou součástí revue byla hudba, kterou vybírali V+W společně s Josefem Kysilkou, přítelem J. Voskovce, který vedl malý jazzový orchestr The Foolish Fellows (původně studentská kapela). Nebyly použity žádné původní skladby – převažovaly jazzové melodie, které V+W opatřili českými texty.

### Nahrávky
V roce 1929 byla zaznamenána jedna scéna ze hry na gramofonové desky firmy Parlophon:
1. Dobrodružství bílého slona, vystupují Voskovec a Werich[1][2]